# Upton, Maine
Upton är en kommun (town) i Oxford County i Maine. Vid 2010 års folkräkning hade Upton 113 invånare.